# 吉尔贝维尔
吉尔贝维尔（法語：Guilberville，法語發音：[ɡilbɛʁvil]）是法国芒什省的一个旧市镇，属于圣洛区。2016年，吉尔贝维尔与临近的3个市镇合并为新市镇托里尼莱维尔。

## 地理
吉尔贝维尔（48°59'18"N, 0°56'51"W）面积22.15 平方千米，位于法国诺曼底大区芒什省，该省份为法国西北部沿海省份，西、北、东北三面环大西洋，东起顺时针与卡爾瓦多斯省、奧恩省、马耶讷省和伊勒-维莱讷省接壤。
与吉尔贝维尔接壤的市镇（或旧市镇、城区）包括：比尔莱蒙、蒙贝特朗、蓬法尔西、圣马丹德伯萨斯、伯夫里尼、日耶维尔、普拉西-蒙泰居、圣阿芒、维尔河畔圣卢埃。

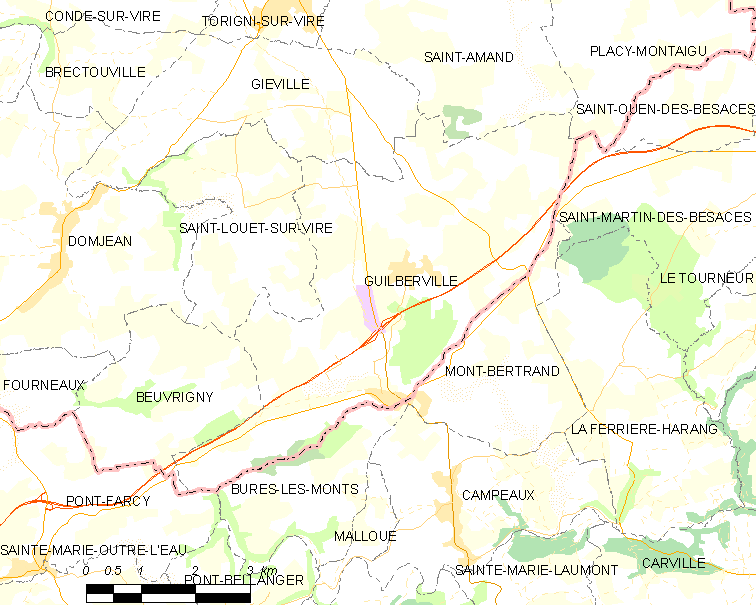
吉尔贝维尔的OSM定位图

吉尔贝维尔的时区为UTC+01:00、UTC+02:00（夏令时）。

## 行政
吉尔贝维尔的邮政编码为50160，INSEE市镇编码为50224。

## 政治
吉尔贝维尔所属的省级选区为维尔河畔孔代县。

## 人口

1962-2008年间吉尔贝维尔人口变化图示

吉尔贝维尔于2018年1月1日时的人口数量为1219人。